# Маргарита Монферратская
Маргари́та Монферра́тская (итал. Margherita del Monferrato; 11 августа 1510, Понтестура, маркграфство Монферратское — 28 декабря 1566, Казале, маркграфство Монферратское) — итальянская принцесса из дома Палеологов, маркграфиня Монферратская; в замужестве — герцогиня Мантуанская. Овдовев, с 1540 по 1556 год управляла герцогством Мантуанским на правах регента при несовершеннолетних наследниках.

## Биография

### Происхождение
Маргарита родилась 11 августа 1510 года в городке Понтестура. Она была младшей дочерью Гульельмо IX, маркграфа Монферратского из дома Палеологов, и принцессы Анны Алансонской из дома Валуа. По линии отца приходилась внучкой Бонифачо III, маркграфу Мантуанскому, и принцессе Марии Сербской из дома Бранковичей. По линии матери была внучкой Рене, герцога Алансонского, и Маргариты Водемонской из дома Шатенуа.
У Маргариты были старшая сестра принцесса Мария и младший брат, наследный принц Бонифаций IV, будущий маркграф Монферратский под именем Бонифачо IV. Когда принцессе было восемь лет, умер её отец; мать, вдовствующая маркграфиня, стала регентом при несовершеннолетнем наследнике.
После скоропостижной смерти принцессы Марии и Бонифачо IV, которому наследовал дядя Джованни Джорджо, последний маркграф Монферратский из дома Палеологов, умерший спустя три года, Маргарита стала единственной наследницей всех владений рода.

### Брак и потомство
В 1515 году между Гульельмо IX, маркграфом Монферратским, и Франческо II, маркграфом Мантуанским из дома Гонзага, была достигнута договоренность о браке их первенцев принцессы Марии Монферратской и наследного принца Федерико, будущего маркграфа Мантуанского под именем Федерико II. Свадьба состоялась в апреле 1517 года, но ввиду восьмилетнего возраста принцессы консуммацию отложили до её пятнадцатилетия, а сама она осталась на попечении у родителей. В 1519 году Федерико наследовал маркграфство Мантуанское. Спустя некоторое время он отказался консуммировать брак с принцессой Марией. На этом основании в мае 1529 года по просьбе маркграфа римский папа Климент VII аннулировал супружеский союз. За заслуги перед Священной Римской империей во время войны с Французским королевством за Миланское герцогство в марте 1530 года в Мантуе император Карл V даровал Федерико герцогский титул, к которому присовокупил брачный контракт со своей родственницей, принцессой Джулией Неаполитанской.
Тем временем, упав с коня, умер юный Бонифачо IV, которому наследовал его пожилой дядя. Понимая, что принцесса Мария вскоре станет наследницей всех владений своего рода, Федерико приложил большие усилия, чтобы аннулирование его брака с ней было признанно недействительным. Он разорвал брачный контракт с принцессой Джулией, уплатив неустойку в 50 000 золотых дукатов. Тот же самый римский папа, который прежде аннулировал супружеский союз Федерико с принцессой Марией, снова удовлетворил просьбу герцога и признал его прежний брак действительным, но за несколько дней до этого Мария скоропостижно скончалась.
Вдовствующая маркграфиня Анна предложила овдовевшему зятю жениться на младшей сестре его покойной супруги. Таким образом она надеялась защитить маркграфство Монферратское от посягательств со стороны Французского королевства и Савойского герцогства после смерти её деверя. 13 сентября 1531 года стороны заключили брачный контракт. В Казале 3 октября (по другим сведениям 16 ноября) того же года принцесса Маргарита Монферратская сочеталась браком с Федерико II (17.5.1500 — 28.8.1540), герцогом Мантуанским. В этом браке у супругов родились пять сыновей и три дочери:
- Элеонора (род. 1532), принцесса Мантуанская и Монферратская, монахиня-доминиканка, приняла постриг в монастыре святого Викентия в Мантуе;
- Франческо (10.3.1533 — 22.2.1550), герцог Мантуанский под именем Франческо III и маркграф Монферратский под именем Франческо I, 22 октября 1549 года сочетался браком с эрцгерцогиней Екатериной Австрийской (15.9.1533 — 28.2.1572);
- Федерико (род. и ум. 1534/1535), принц Мантуанский и Монферратский, умер вскоре после рождения;
- Анна (род. 1536), принцесса Мантуанская и Монферратская, монахиня-доминиканка, приняла постриг в монастыре святого Викентия в Мантуе;
- Изабелла[итал.] (18.4.1537 — 16.8.1579), принцесса Мантуанская и Монферратская, в декабре 1556 года сочеталась браком с доном Франческо Фердинандо д'Авалосом (1530 — 31.7.1571), грандом Испании, вице-королём Сицилии, князем Франкавиллы, маркграфом Дель Васто и Пескары;
- Гульельмо (24.4.1538 — 14.8.1587), герцог Мантуанский под именем Гульельмо I и маркграф Монферратский под именем Гульельмо X, 26 апреля 1561 года сочетался браком с эрцгерцогиней Элеонорой Австрийской (2.11.1534 — 5.8.1594);
- Луиджи (18.9.1539 — 23.10.1595), принц Мантуанский и Монферратский, 4 марта 1565 года сочетался браком с принцессой Генриеттой Клевской (31.10.1542 — 24.6.1601), в браке принял титулы герцога Неверского и графа (впоследствии герцога) Ретельского, пэр Франции, основатель Неверской ветви дома Гонзага;
- Федерико[итал.] (1540 — 22.2.1565), принц Мантуанский и Монферратский, епископ Мантуанский, кардинал-пресвитер Санта-Мария-Нуова (с титулом pro illa vice[6])[4].

Специально для супруги герцог построил в Мантуе дворец, получивший название малого дворца Маргариты Палеолог. 3 ноября 1536 года император Карл V утвердил за Маргаритой и Федерико II титул маркграфини и маркграфа Монферратских, который таким образом перешел к дому Гонзага.

### Регентство
28 апреля 1540 года на вилле Моримоло от осложнений вследствие сифилиса умер Фредерико II. Новым герцогом Мантуанским под именем Франческо III и маркграфом Монферратским (в ассоциации с матерью) под именем Франческо I стал старший сын покойного герцога, которому было всего семь лет. По завещанию Федерико II регентом при несовершеннолетнем наследнике стала его вдова Маргарита. Вместе с ней в управлении государством должны были участвовать братья герцога — кардинал Эрколе, епископ Мантуи и Ферранте, князь Мольфеттский и граф Гвасталльский. 22 октября 1549 года герцога Франческо III женили на эрцгерцогине Екатерине Австрийской, но, через год после свадьбы, 21 февраля 1550 года, он скоропостижно скончался от пневмонии.
Новым герцогом Мантуанским под именем Гульельмо I и маркграфом Монферратским под именем Гульельмо X стал младший брат Франческо III и средний сын Федерико II, двенадцатилетний Гульельмо. Регентами при несовершеннолетнем наследнике снова стали вдовствующая герцогиня и её деверь-кардинал. Последний советовал племяннику отречься от правления в пользу младшего брата Луиджи и избрать церковную карьеру из-за врождённого уродства. Горбатый Гульельмо предпочёл остаться герцогом и маркграфом. В 1556 году он приступил к самостоятельному правлению.
Во время своего регентства Маргарита издала законы, которые восстановили экономику герцогства Мантуанского, содействовала созданию новых предприятий в самом городе Мантуе. Ею был дан устав, фиксировавший единицы расчета для мер и весов, усовершенствован речной порт и усилена оборона крепостных стен в столице герцогства. Девери вдовствующей герцогини придерживались происпанской позиции в вопросах внешней политики. По этой причине 2 марта 1555 года армия Французского королевства вторглась в маркграфство Монферратское и удерживала его до заключения в 1559 году Като-Камбрезийского мирного договора.
В том же году Гульельмо решил обменять Монферратское маркграфство на город Кремону у наместника Миланского герцогства. Против этого категорически выступил его дядя-кардинал, которого поддержали местные жители, стремившиеся к автономии от Мантуанского герцогства. За разрешением противоречий обратились Маргарите, которая в 1562 году получила в личное правление столицу маркграфства. Она не только укрепила обороноспособность Казале, но всеми способами старалась наладить отношения между подданными и сыном-герцогом.
26 апреля 1561 года вдовствующая герцогиня присутствовала на свадьбе Гульельмо I и эрцгерцогини Элеоноры Австрийской. Маргарита содействовала этому браку через дипломатические каналы, в чём ей активно помогали братья покойного мужа. Она рассчитывала, что родство с семьёй императора Священной Римской империи, позволит её потомкам сохранить за собой маркграфство Монферратское и защитит его от посягательств со стороны всё тех же Французского королевства и Савойского герцогства. Свою первую дочь Гульельмо I назвал в честь матери Маргаритой.

### Смерть
Маргарита Монферратская умерла в городе Казале от инсульта 28 декабря 1566 года. Останки покойной перевезли в Мантую и похоронили в церкви святой Павлы. Современные историки считают её правление взвешенным и дальновидным, особенно внешнюю политику вдовствующей герцогини, которую можно проследить по сохранившейся, более четырёх с половиной тысяч писем, переписке Маргариты с королевским двором в Париже и имперским двором в Вене.